# Гайлардия
Гайла́рдия, также Гайля́рдия, Гайярдия, или Гайллардия (лат. Gaillárdia), — род растений семейства Астровые из Северной и Южной Америки. Засухоустойчивые однолетние и многолетние растения.
Род назван в честь французского судьи XVIII века Гайяра де Шарантоно (Gaillard de Charentonneau), мецената, покровителя ботаники.

## Ботаническое описание
Однолетние растения высотой 50—60 см, густо ветвящиеся и обильно цветущие.
Листья лопатчатой или удлинённо-овальной формы, обычно покрыты волосками.
Соцветия крупные, простые, часто полумахровые или махровые. Полумахровые соцветия образованы двумя—тремя рядами язычковых цветков по окружности и мелкими трубчатыми в центре. Махровые состоят из разросшихся трубчатых, которые обладают воронковидной формой. Цветки ярко окрашенные, их окраска может изменяться от жёлтой до оранжевой, красной, красно-коричневой, бронзовой, часто бывает двухцветной.

## Виды
По информации базы данных The Plant List, род включает 24 вида:
- Gaillardia aestivalis (Walter) H.Rock
- Gaillardia amblyodon J.Gay
- Gaillardia aristata Pursh
- Gaillardia arizonica A.Gray
- Gaillardia cabrerae Covas
- Gaillardia coahuilensis B.L. Turner
- Gaillardia comosa A.Gray
- Gaillardia doniana (Hook. & Arn.) Griseb.
- Gaillardia × grandiflora Hort. ex Van Houtte
- Gaillardia gypsophila B.L.Turner
- Gaillardia henricksonii B. L.Turner
- Gaillardia megapotamica (Spreng.) Baker
- Gaillardia mexicana A.Gray
- Gaillardia multiceps Greene
- Gaillardia parryi Greene
- Gaillardia picta Sweet
- Gaillardia pinnatifida Torr.
- Gaillardia powellii B.L.Turner
- Gaillardia pulchella Foug. — Гайлярдия красивая
- Gaillardia serotinum (Walter) H. Rocks
- Gaillardia spathulata A.Gray
- Gaillardia suavis (A.Gray & Engelm.) Britton & Rusby
- Gaillardia tontalensis Hieron.
- Gaillardia turneri Averett & A.M.Powell

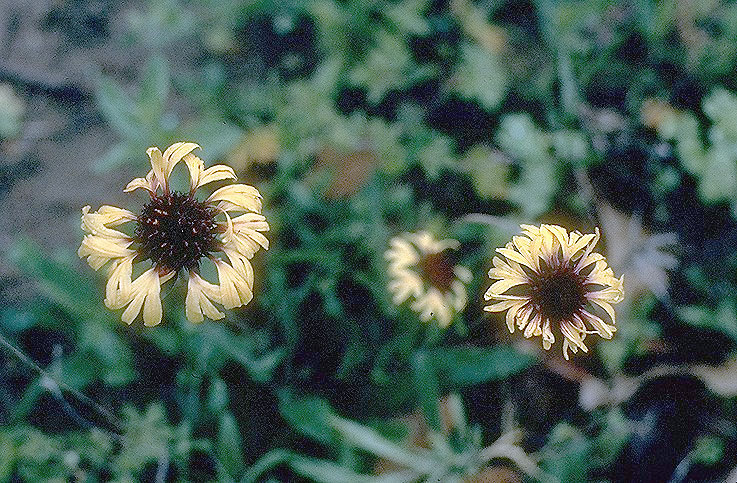
Gaillardia aestivalis
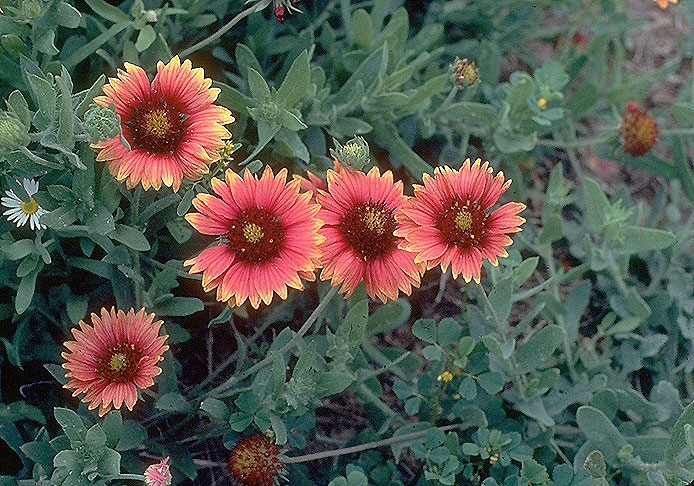
Gaillardia pulchella
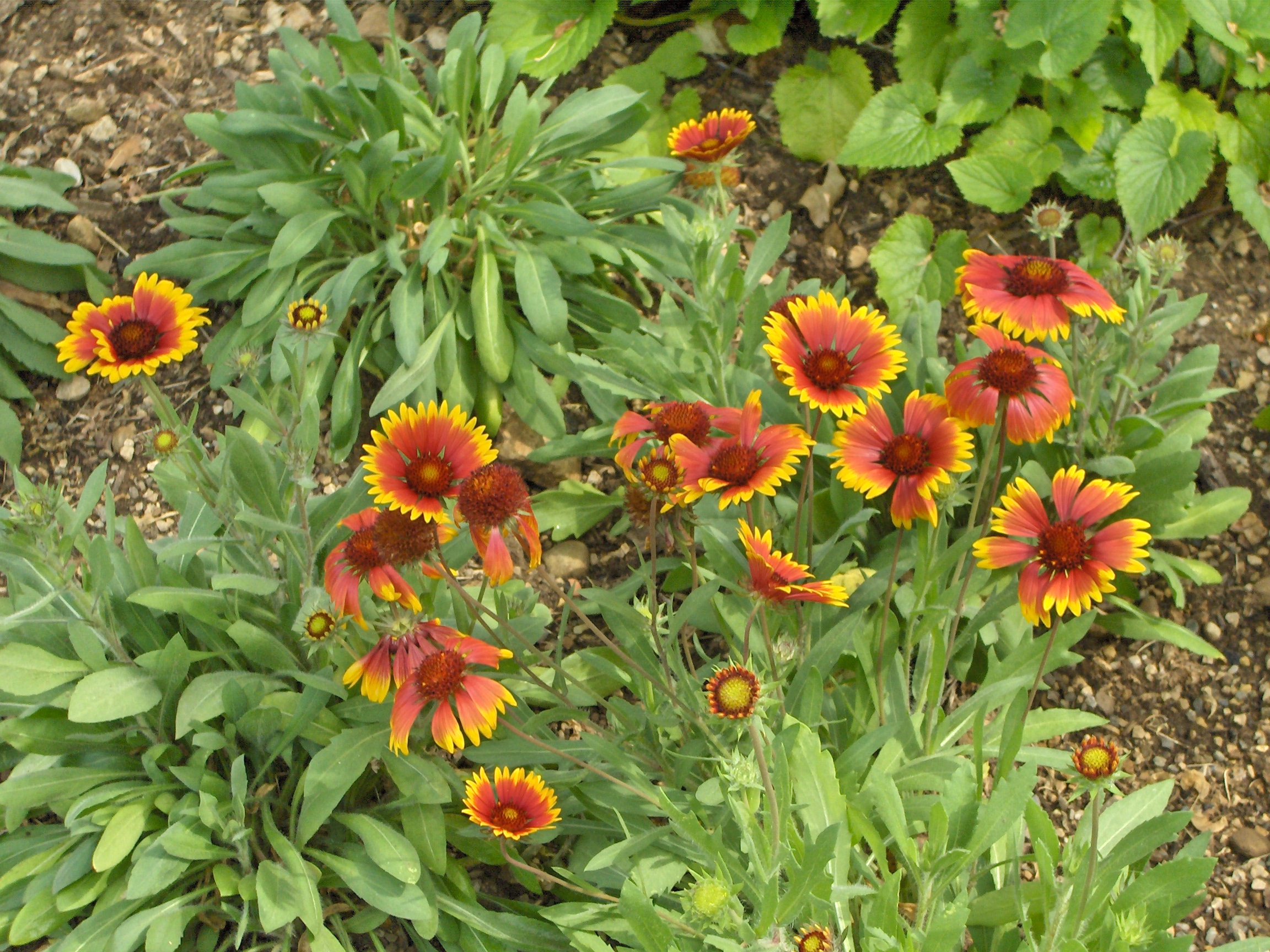
Gaillardia ×hybrida
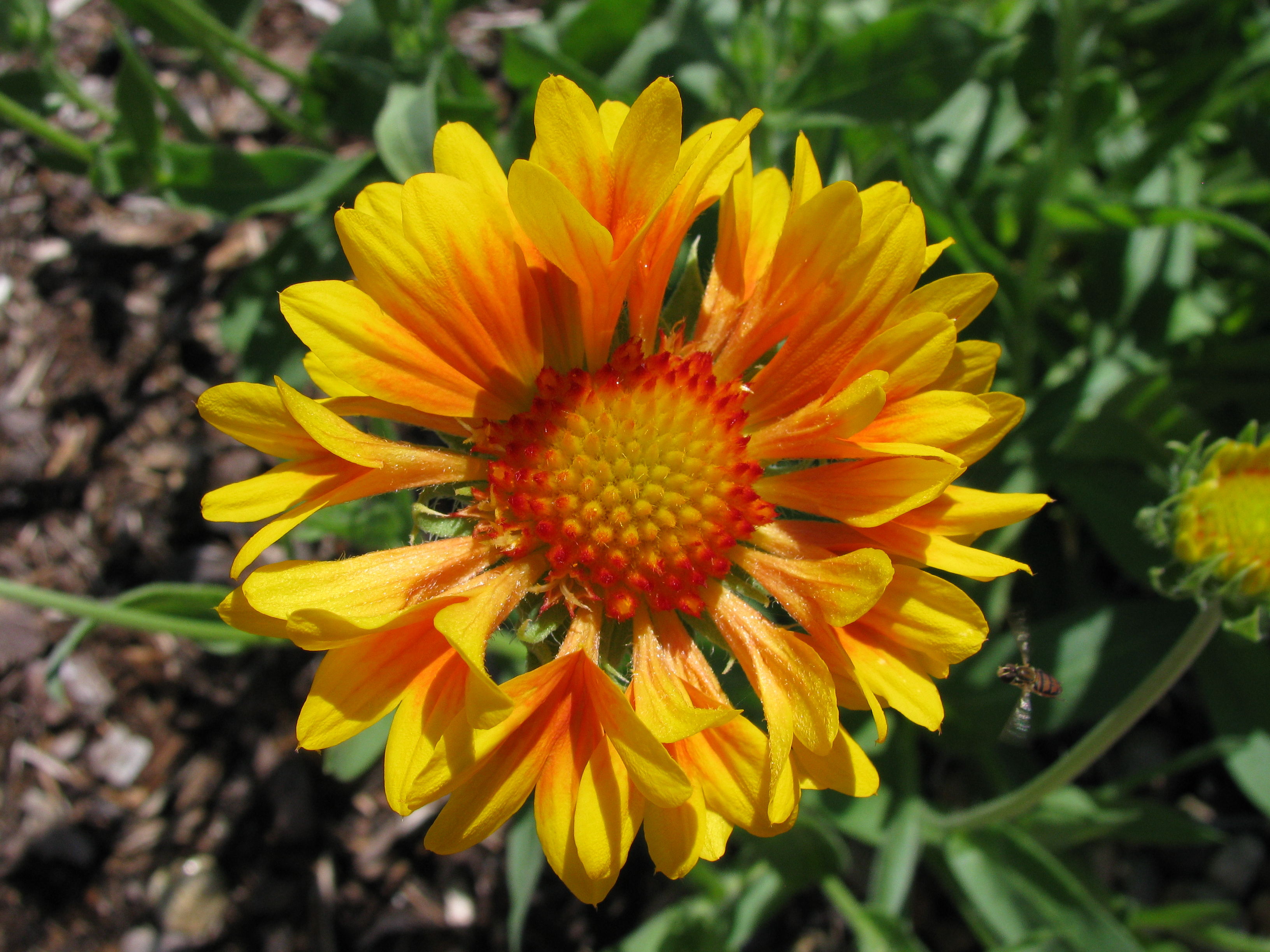
Gaillardia ×grandiflora

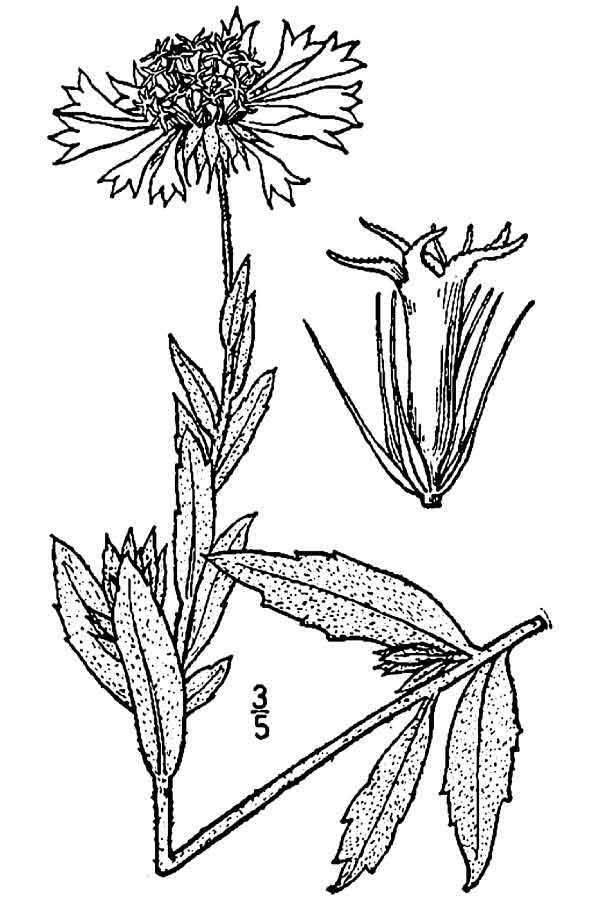
Gaillardia aestivalis var. flavovirens
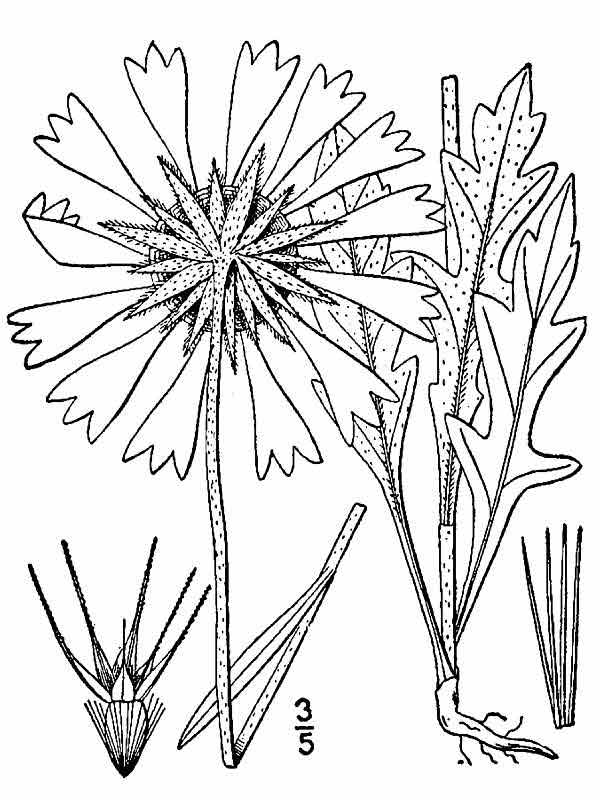
Gaillardia aristata
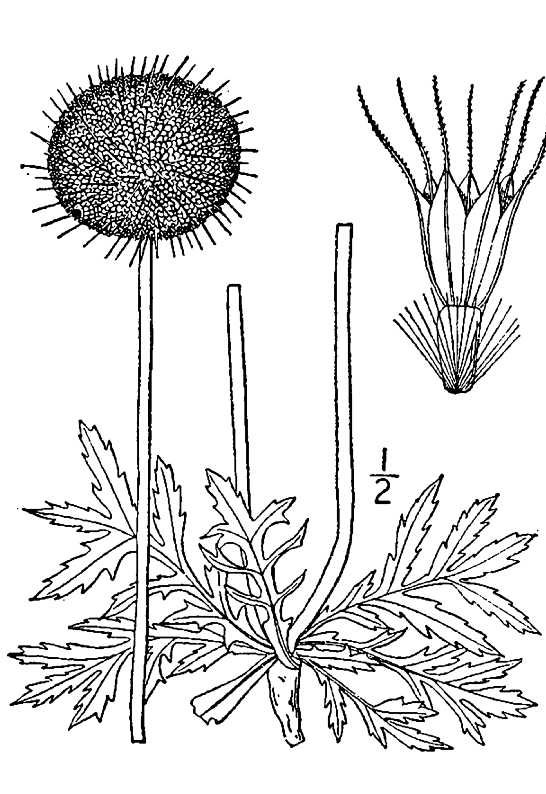
Gaillardia suavis